# Jean-Pierre Nicolas
Jean-Pierre Nicolas (Marseille, 22 januari 1945) is een Frans voormalig rallyrijder.

## Carrière

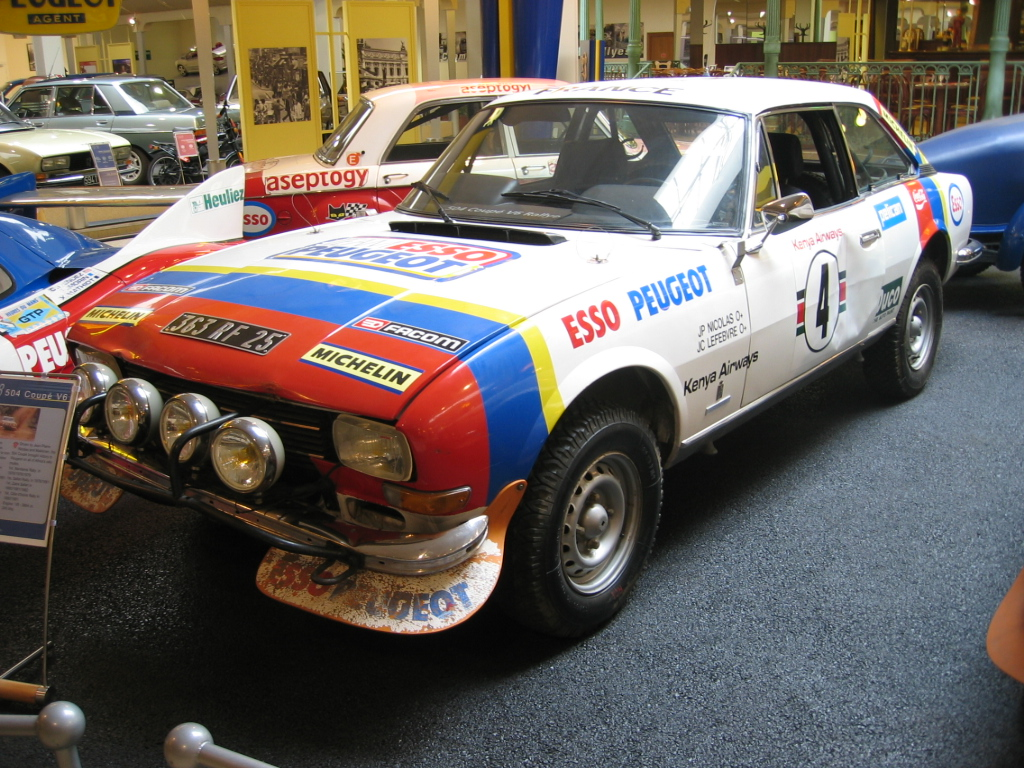
De Safari Rally winnende Peugeot 504 van Nicolas uit 1978

Jean-Pierre's vader, Georges Nicolas, was ook rallyrijder. Jean-Pierre Nicolas debuteerde in 1963 in de rallysport en werd vanaf eind jaren zestig fabrieksrijder bij Renault. Nicolas was een van de succesvolle rijders in de Alpine A110, eerst met overwinningen in het Europees kampioenschap rally en een titel in het Frans rallykampioenschap in 1971, en vervolgens in het inaugurele seizoen van het wereldkampioenschap rally in 1973. Dat jaar stormde Alpine-Renault met hun Franse armada naar de eerste constructeurstitel toe, met Nicolas die daarin een grote bijdrage zou hebben, en zijn seizoen in stijl afsloot met zijn eerste WK-rally zege, voor eigen publiek in Corsica. De competitiviteit van Alpine-Renault zou in de daaropvolgende seizoenen echter slinken, en Nicolas zou in de tweede helft van de jaren zeventig voor veel verschillende teams gastoptredens maken. Zijn grootste successen behaalde hij nog in langeafstandwedstrijden met Peugeot, waarvoor hij in 1976 de WK-ronde won in Marokko, en in 1978 de Safari en Ivoorkust Rally. 1978 was internationaal gezien verreweg zijn beste seizoen, aangezien hij eerder dat jaar ook in een privé-ingeschreven Porsche 911 de fabrieksrijders van Fiat versloeg om de overwinning in Monte Carlo. In het klassement voor de zogenaamde FIA Cup for Drivers, de voorganger van het officiële rijderskampioenschap in het WK, eindigde hij dat jaar als derde. In 1980 besloot hij zijn carrière als actief rallyrijder te beëindigen.
Nicolas werd vervolgens betrokken in het Groep B-project van Peugeot dat onder leiding stond van voormalig navigator Jean Todt. Nicolas was daarin een van de voornaamste testrijders voor de Peugeot 205 Turbo 16, die uiteindelijk in 1983 werd gepresenteerd aan het publiek en in het WK zijn competitieve debuut zou maken in het 1984 seizoen. Nicolas stapte voor deze gelegenheid weer even achter het stuur, als teamgenoot van Ari Vatanen in een drietal rally's dat jaar. Ook hierna bleef Nicolas onderdeel van het team, die met de 205 T16 twee jaar achter elkaar het constructeurskampioenschap zouden winnen. Toen Peugeot eind jaren negentig een volledige terugkeer maakte met de uiteindelijk succesvolle 206 WRC, was Nicolas inmiddels verantwoordelijk voor de sportieve activiteiten van het merk en vervulde in 2005 met het pensioen van Corrado Provera ook nog even de rol als algeheel teammanager.
Tegenwoordig is Nicolas namens de FIA actief als coördinator binnen de organisatie van het Europees kampioenschap rally, een rol die hij voorheen vertolkte voor de Intercontinental Rally Challenge (welke in 2013 opging in het vernieuwde EK).

## Complete resultaten in het wereldkampioenschap rally
| Seizoen | Inschrijving               | Auto                     | 1       | 2       | 3     | 4       | 5       | 6       | 7     | 8       | 9       | 10      | 11      | 12      | 13    | Pos. | Punten |
| ------- | -------------------------- | ------------------------ | ------- | ------- | ----- | ------- | ------- | ------- | ----- | ------- | ------- | ------- | ------- | ------- | ----- | ---- | ------ |
| 1973    | Alpine Renault Elf         | Alpine-Renault A110 1800 | MON 3   |         | POR 2 | KEN     | MAR 5   | GRI 3   | POL   | FIN     | OOS 5   | ITA 3   | VST     | GBR 5   | FRA 1 | N/A  | N/A    |
| 1973    | Alpine Renault Elf         | Renault 12 Gordini       |         | ZWE 14  |       |         |         |         |       |         |         |         |         |         |       | N/A  | N/A    |
| 1974    | Alpine Renault Elf         | Renault 17 Gordini       | POR     | KEN DNF | FIN   | ITA     | CAN     | VST 3   |       |         |         |         |         |         |       | N/A  | N/A    |
| 1974    | Alpine Renault Elf         | Alpine-Renault A110 1800 |         |         |       |         |         |         | FRA 2 | GBR     |         |         |         |         |       | N/A  | N/A    |
| 1975    | Alpine Renault Elf         | Alpine-Renault A110 1800 | MON DNF | ZWE     | KEN   | GRI     | MAR     | POR     | FIN   | ITA DNF | FRA 2   | GBR     |         |         |       | N/A  | N/A    |
| 1976    | Alpine Renault Elf         | Alpine-Renault A310      | MON DNF | ZWE     | POR   |         |         |         |       |         |         |         |         |         |       | N/A  | N/A    |
| 1976    | Marshalls East Africa Ltd. | Peugeot 504              |         |         |       | KEN 9   | GRI     |         |       |         |         |         |         |         |       | N/A  | N/A    |
| 1976    | Automobiles Peugeot        | Peugeot 504              |         |         |       |         |         | MAR 1   | FIN   |         |         |         |         |         |       | N/A  | N/A    |
| 1976    | Opel Euro Händler Team     | Opel Kadett GT/E         |         |         |       |         |         |         |       | ITA DNF | FRA DNF | GBR     |         |         |       | N/A  | N/A    |
| 1977    | Opel Euro Händler Team     | Opel Kadett GT/E         | MON DNF | ZWE     | POR   |         |         |         |       |         |         |         |         |         |       | N/A  | N/A    |
| 1977    | Marshalls East Africa Ltd. | Peugeot 504 V6 Coupé     |         |         |       | KEN DNF | GRE     | NZL     | FIN   | ITA     | CAN     |         |         |         |       | N/A  | N/A    |
| 1977    | Ford Motor Co Ltd.         | Ford Escort RS1800       |         |         |       |         |         |         |       |         |         | FRA DNF |         |         |       | N/A  | N/A    |
| 1977    | Renault Elf Calberson      | Renault 5 Alpine         |         |         |       |         |         |         |       |         |         |         | GBR DNF |         |       | N/A  | N/A    |
| 1978    | Jean-Pierre Nicolas        | Porsche 911              | MON 1   | ZWE     |       |         |         |         |       |         |         |         |         |         |       | N/A  | N/A    |
| 1978    | Marshalls East Africa Ltd. | Peugeot 504 V6 Coupé     |         |         | KEN 1 |         |         |         |       |         |         |         |         |         |       | N/A  | N/A    |
| 1978    | Publimmo Racing            | Ford Escort RS1800       |         |         |       | POR 3   |         |         |       |         |         |         |         |         |       | N/A  | N/A    |
| 1978    | Citroën Competitions       | Citroën CX 2400          |         |         |       |         | GRI DNF | FIN     | CAN   | ITA     |         |         |         |         |       | N/A  | N/A    |
| 1978    | Automobiles Peugeot        | Peugeot 504 V6 Coupé     |         |         |       |         |         |         |       |         | IVK 1   |         |         |         |       | N/A  | N/A    |
| 1978    | Opel Euro Händler Team     | Opel Kadett GT/E         |         |         |       |         |         |         |       |         |         | FRA 7   |         |         |       | N/A  | N/A    |
| 1978    | PCA / Total Oil            | Ford Escort RS1800       |         |         |       |         |         |         |       |         |         |         | GBR 11  |         |       | N/A  | N/A    |
| 1979    | Jean-Pierre Nicolas        | Porsche Carrera RS       | MON 6   | ZWE     | POR   |         |         |         |       |         |         |         |         |         |       | 34   | 6      |
| 1979    | Marshalls East Africa Ltd. | Peugeot 504 V6 Coupé     |         |         |       | KEN DNF | GRI     | NZL     | FIN   | CAN     |         |         |         |         |       | 34   | 6      |
| 1979    | Talbot France              | Talbot Sunbeam Lotus     |         |         |       |         |         |         |       |         | ITA DNF | FRA DNF | GBR     |         |       | 34   | 6      |
| 1979    | Automobiles Peugeot        | Peugeot 504 V6 Coupé     |         |         |       |         |         |         |       |         |         |         |         | IVK DNF |       | 34   | 6      |
| 1980    | Opel Euro Händler Team     | Opel Ascona 400          | MON     | ZWE     | POR   | KEN 5   | GRI     | ARG     | FIN   | NZL     | ITA     | FRA     | GBR     | IVK     |       | 33   | 8      |
| 1984    | Peugeot Talbot Sport       | Peugeot 205 Turbo 16     | MON     | ZWE     | POR   | KEN     | FRA 4   | GRI DNF | NZL   | ARG     | FIN     | ITA 5   | IVK     | GBR     |       | 14   | 18     |

#### Noot
- Het wereldkampioenschap rally concept van 1973 tot en met 1976, hield in dat er enkel een kampioenschap open stond voor constructeurs.
- In de seizoenen 1977 en 1978 werd de FIA Cup for Drivers georganiseerd. Hierin meegerekend alle WK-evenementen, plus 10 evenementen buiten het WK om.

#### Overwinningen
| # | Seizoen | Rally                                  | Navigator            | Auto                     |
| - | ------- | -------------------------------------- | -------------------- | ------------------------ |
| 1 | 1973    | 17ème Tour de Corse                    | Michel Vial          | Alpine-Renault A110 1800 |
| 2 | 1976    | 19ème Rallye du Maroc                  | Michel Gamet         | Peugeot 504              |
| 3 | 1978    | 46ème Rallye Automobile de Monte-Carlo | Vincent Laverne      | Porsche 911              |
| 4 | 1978    | 26th Safari Rally                      | Jean-Claude Lefèbvre | Peugeot 504 V6 Coupé     |
| 5 | 1978    | 10ème Rallye Bandama Côte d'Ivoire     | Michel Gamet         | Peugeot 504 V6 Coupé     |

## Overige internationale overwinningen

#### Europees kampioenschap rally
| Seizoen | Rally                                              | Navigator   | Auto                     |
| ------- | -------------------------------------------------- | ----------- | ------------------------ |
| 1970    | 18º RACE Rallye de España                          | David Stone | Alpine-Renault A110 1600 |
| 1971    | 12. Rallye Lyon-Charbonnières - Stuttgart-Solitude | Michel Vial | Alpine-Renault A110 1800 |
| 1971    | 39ème Rallye de Genève                             | Jean Todt   | Alpine-Renault A110 1600 |
| 1971    | 5º Rali Internacional TAP                          | Jean Todt   | Alpine-Renault A110 1600 |
| 1971    | 19º RACE Rallye de España                          | Jean Todt   | Alpine-Renault A110 1800 |
| 1972    | 6º Rallye Firestone                                | Jean Todt   | Alpine-Renault A110 1800 |
| 1972    | 1. Olympia Rally                                   | Jean Todt   | Alpine-Renault A110 1800 |